# William Nienhauser
William H. Nienhauser Jr. (* 1943 Saint Louis) je americký sinolog a překladatel z čínštiny.

## Život
William Nienhauser pochází ze Saint Louis. Čínská kultura ho zaujala při studiu čínštiny na vojenské jazykové škole v Monterey. Roku 1972 získal doktorát (Ph.D.) na Indiana University. Působí na University of Wisconsin, kde je profesorem klasické čínské literatury. Jeho zájem se od tchangského období časem přesunul k chanské literatuře. Roku 1979 byl zakládajícím editorem Chinese Literature: Essays, Articles, Reviews (CLEAR). Roku 1989 se postavil do čela projektu překladu Zápisků historika, v jehož rámci v letech 1994–2008 vyšlo pět z plánovaných devíti svazků. Je autorem tuctu knih a stovky článků.

## Dílo
- (spoluautor) Liu Tsung-yüan. New York: Twayne, 1973.
- P'i Jih-hsiu. Boston: Twayne, 1979.
- (editor) Indiana Companion to Traditional Chinese Literature. Volumes 1 and 2. Bloomington, Indiana: Indiana University Press, 1986 and 1998.
- (editor a spolupřekladatel) The Grand Scribe's Records. Volumes 1, 2, 5.1, 7, and 8. Bloomington: Indiana University Press, 1994, 1994, 2002, 2006 and 2008.
- Zhuanji yu xiaoshuoTangdai wenxue bijiao lunji 传记与小说 唐代文学比较论集 (Biography and Fiction: A Collection of Comparative Articles on TangDynasty Literature). Beijing: Zhonghua Shuju, 2007.